# Albert Dueso
Albert Dueso (Barcelona, 15 d'abril de 1952 − Barcelona, 30 de novembre de 2007) va ser un actor de teatre i de cinema català.
Va arribar al teatre molt casualment, a l'inici era atleta professional i va combinar les dues activitats. Va estudiar a l'Institut del Teatre del 1971 al 1974, a l'època del nou director, Hermann Bonnín i Llinàs que s'enganxava per a donar un cop d'aire fresc a les arts dramàtiques, que encara sofrien de la dictatura franquista poc estimulant les arts lliures. El 1974, junts amb Carles Sala, va crear el grup de teatre Ziasos que va ser una de les principals companyies del teatre innovador de la transició. Des del 1981 també va actuar al cinema. A la fi de la seva vida treballava amb Arnau Vilardebó amb qui feia monòlegs tipus comedia verbal sota el nom Trompa bèl·lica.
Va quedar vinculat amb la defensa dels drets dels actors i ser un membre fundador de l'Associació d'Actors i Directors Professionals de Catalunya (AADPC) al qual va omplir el càrrec de responsable de les relacions institucionals del 1987 als 1997. Va ser actiu al Teatre Condal de Barcelona i al Saló Diana, on van organitzar-se el 1977 les assemblees de suport davant el judici contra Els Joglars.
Va morir a Barcelona, després d'una llarga malaltia, el 30 de novembre del 2007 i va ser incinerat durant una cerimonia civil.

## Obres
Teatre
- El Loco (més tard El Bosco) (1974)[5]
- El señor de Mockinpott (1975)[6]
- Blanca i l'Atzar, amors de port i de mar: les noces i el rapte (1978), representada durant les Festes de la Mercè a Barcelona.[7]
- Les Bacants, Euripides, direcció Ricard Salvat i Ferré, 1980
- Trompa bèl·lica (2003) «un exercici d'humor i memòria que viatja en el temps per fer compartir al públic uns records d'infància i joventut que per data de naixement van caure de ple en el franquisme».[8]

Pel·lícules destacades
- La desnuda chica del relax (1981), d'Ignacio F. Iquino
- Cena de asesinos, de Sebastià-Daniel Arbonés Subirats
- Tres días de libertad, de José Antonio de la Loma
- Platillos volantes, d'Oscar Aibar
- Ni un pam de net (1993) de Raimon Masllorens
- Lo mejor que le puede pasar a un cruasán, de Francesc de Paula Mir i Maluquer
- Inconscients, de Joaquim Oristrell i Ventura
- El Triunfo, de Mireia Ros, el seu darrer film